# Ferenc Machos
Ferenc Machos (ur. 30 czerwca 1932 w Tatabányi  – zm. 3 grudnia 2006 w Budapeszcie) – piłkarz węgierski grający na pozycji napastnika. W swojej karierze rozegrał 29 meczów w reprezentacji Węgier, w których strzelił 13 goli.

## Kariera klubowa
Swoją karierę piłkarską Machos rozpoczynał w klubie Tatabányai Bányász. W 1950 roku zadebiutował w nim w pierwszej lidze, a na koniec roku spadł z nim do drugiej ligi. W 1953 roku odszedł do Szegedi Honvéd, a w 1954 roku został zawodnikiem Honvédu Budapeszt. Wraz z Honvédem wywalczył mistrzostwo Węgier w 1955 roku. W sezonie 1955 z 20 golami był królem strzelców węgierskiej ligi. W 1958 roku został z Honvédem wicemistrzem kraju.
W 1960 roku Machos odszedł z Honvédu do innego klubu z Budapesztu, Vasasu. Grał w nim do końca swojej kariery, czyli do 1965 roku. Z Vasasem dwukrotnie był mistrzem kraju w 1961 i 1965 roku, a także raz wicemistrzem w 1962 roku. W 1962 i 1965 roku zdobył z Vasasem Puchar Mitropa.

## Kariera reprezentacyjna
W reprezentacji Węgier Machos zadebiutował 17 września 1955 roku w wygranym 5:4 towarzyskim meczu ze Szwajcarią i w debiucie zdobył dwie bramki. Wcześniej, w 1954 roku, został powołany do kadry na mistrzostwa świata w Szwajcarii, na których Węgry wywalczyły wicemistrzostwo świata. Na Mundialu był rezerwowym i nie rozegrał żadnego spotkania. Od 1955 do 1963 roku rozegrał w kadrze narodowej 29 meczów, w których strzelił 13 goli.

## Kariera trenerska
Po zakończeniu kariery piłkarskiej Machos został trenerem. Pracował w rezerwach Vasasu Budapeszt, a w latach 1970-1972 prowadził pierwszy zespół Vasasu. W sezonie 1970/1971 doprowadził go do wywalczenia wicemistrzostwa Węgier.